# Somokaton (Karangnongko)
Somokaton is een bestuurslaag in het regentschap Klaten van de provincie Midden-Java, Indonesië. Somokaton telt 2260 inwoners (volkstelling 2010).